# Metaphidippus pallens
Metaphidippus pallens är en spindelart som beskrevs av Pickard-Cambridge F. 1901. Metaphidippus pallens ingår i släktet Metaphidippus och familjen hoppspindlar. Inga underarter finns listade i Catalogue of Life.